# Numicia merope
Numicia merope är en insektsart som beskrevs av Ronald Gordon Fennah 1957. Numicia merope ingår i släktet Numicia och familjen Tropiduchidae. Inga underarter finns listade i Catalogue of Life.